# Nowa Poszta

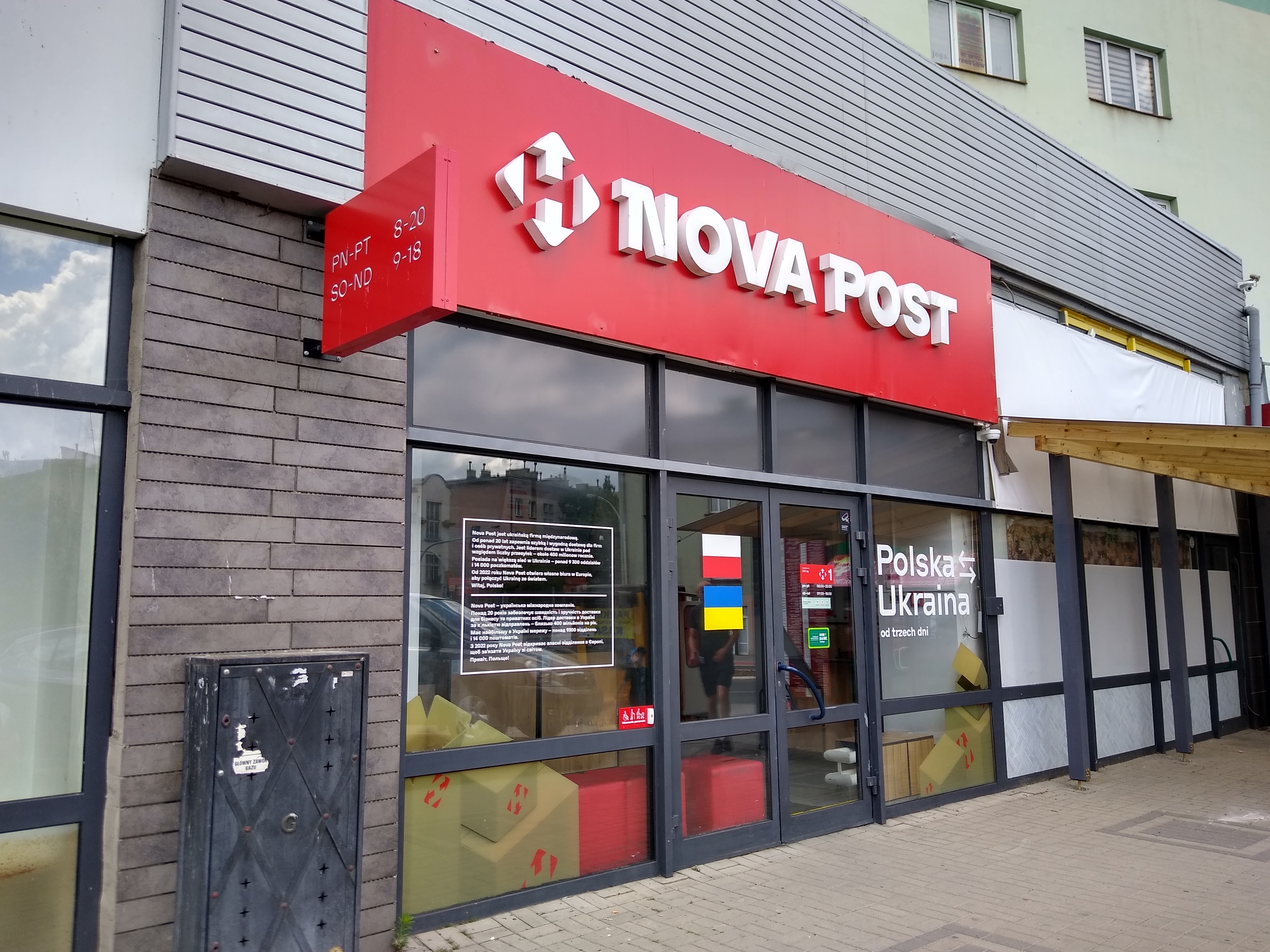
Placówka w Rzeszowie

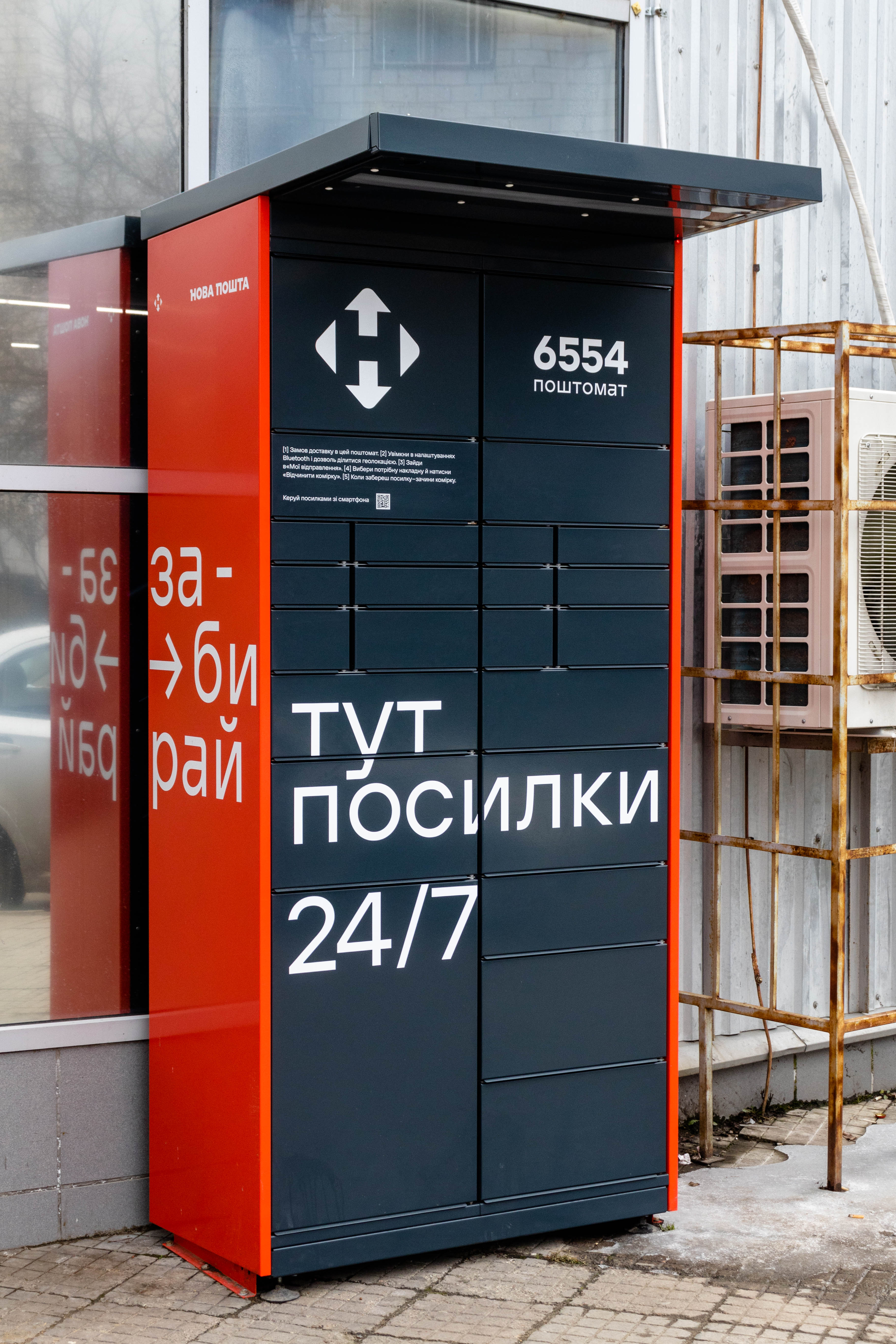
Paczkomat Nowej Poszty w mieście Izmaił

Nowa Poszta (ukr. Нова Пошта) – ukraińska spółka zajmująca się świadczeniem usług pocztowych, kurierskich i logistycznych. Spółka posiada na Ukrainie 8500 placówek i 13 600 automatów paczkowych. Poza granicami Ukrainy działa w ponad 20 krajach pod nazwą Nova Post. Według własnych danych, w 2021 roku firma dostarczyła 372 mln paczek i ładunków, zaś w ciągu pierwszych 6 miesięcy 2022 roku 113 mln przesyłek i ładunków.
W październiku 2022 roku Nowa Poszta weszła na rynek polski. Pierwsza placówka została otwarta w Warszawie. Do stycznia 2023 r. w Polsce otwarto 18 placówek.

## Działalność
Podstawowym obszarem działalności spółki są przesyłki kurierskie i listowe. Na Ukrainie Nowa Poszta dysponuje strukturą 110 sortowni i magazynów. Terminale wyposażone są w zautomatyzowane urządzenia i mogą sortować od 8,5 tys. do 50 tys. paczek na godzinę. Największe z nich znajdują się w Kijowie, Lwowie, Chmielnickim, Charkowie i Dnieprze.
Nowa Poszta posiada następujące spółki-córki: Nova Post, NovaPay, Nova Poshta Global, Nova Poshta Moldova.oraz Supernova Airlines
- NovaPay to spółka obsługująca własny system płatności internetowej[8].
- Nowa Poshta Global świadczy usługi międzynarodowych przesyłek kurierskich i frachtowych do ponad 200 krajów i terytoriów świata. Według własnych danych 2021 roku spółka dostarczyła Ukraińcom 9,3 mln międzynarodowych przesyłek i ładunków[9]. Spółka oferuje usługę pośrednictwa przy zakupach online o nazwie NP Shopping, umożliwiającą zamawianie na terenie Ukrainy towarów w zagranicznych sklepach internetowych nie oferujących dostaw do tego kraju[10].
- Nowa Poshta Moldova oferuje usługi kurierskie i pocztowe za pośrednictwem 19 oddziałów i 150 paczkomatów[11].

- W październiku 2021 r. Nowa Poszta zarejestrowała własną linię lotniczą Supernova Airlines i planowała wykorzystywać ją do transportu ładunków międzynarodowych, jednak zanim uzyskała certyfikat przewoźnika lotniczego, zamknięto przestrzeń powietrzą Ukrainy[12].